# بيت بلاك هيدز

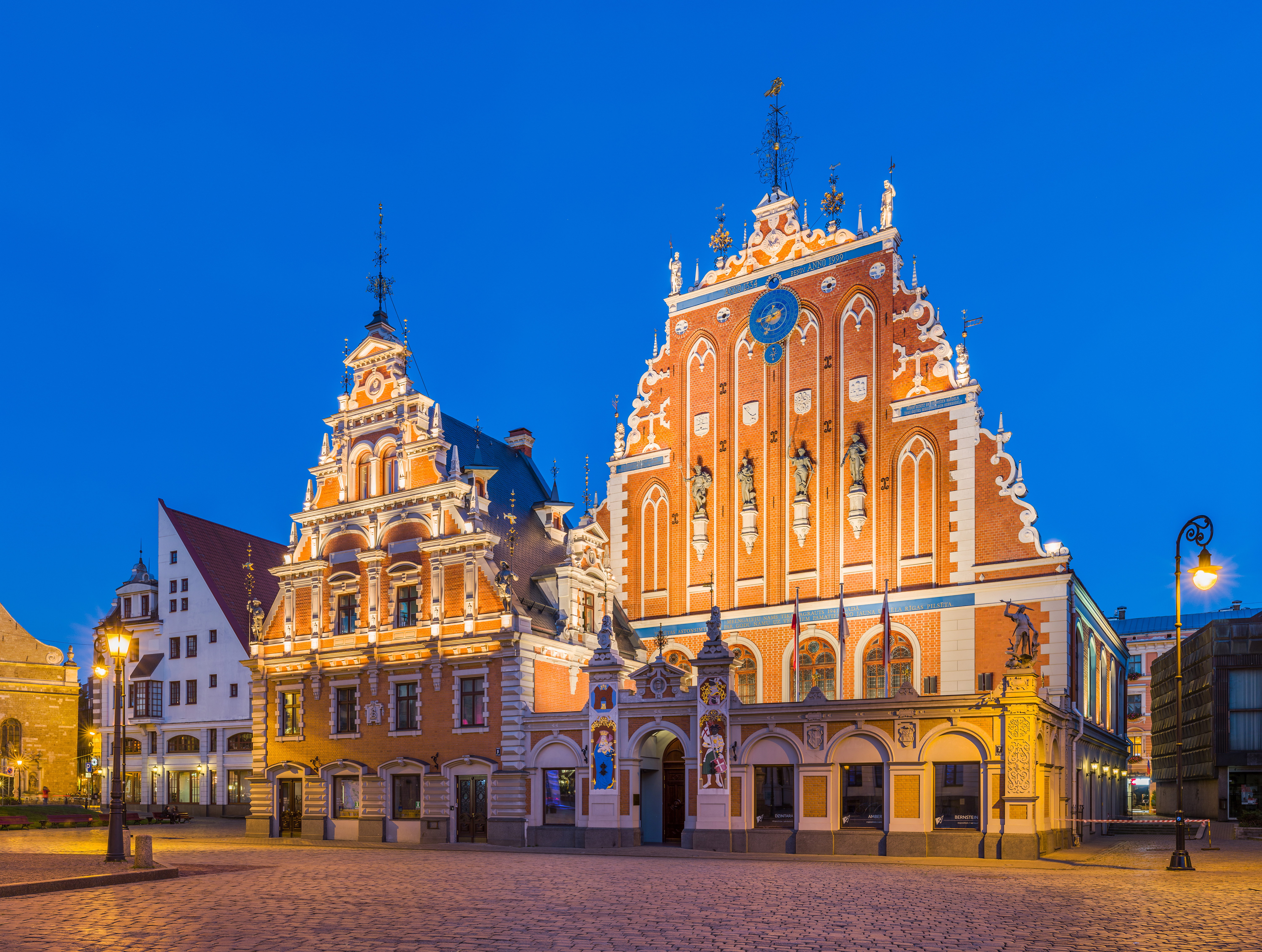
بيت بلاك هيدز عند الغسق

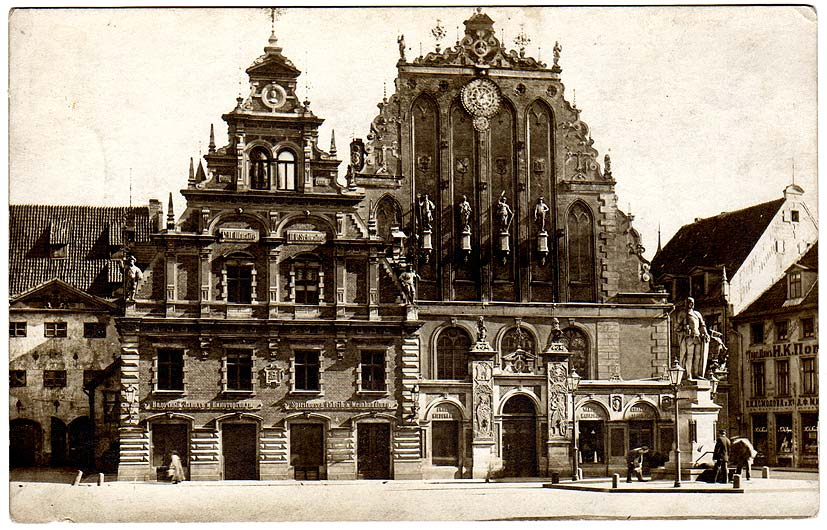
بيت بلاك هيدز في أوائل القرن العشرين

بيت بلاك هيدز ( (باللاتفية: Melngalvju nams)‏ ، (بالألمانية: Schwarzhäupterhaus)‏ ) عبارة عن مبنى يقع في مدينة ريغا القديمة، في لاتفيا.  تم تشييد المبنى الأصلي خلال الثلث الأول من القرن الرابع عشر لجماعة اخوية بلاك هيدز، وهي نقابة للتجار غير المتزوجين ومالكي السفن والأجانب في ريغا. تم إنجاز الأعمال الرئيسية في أوائل القرن السابع عشر ، بإضافة زخرفة مانييريزمو . تم صنع المنحوتات بواسطة ورشة أقست فولز بالإضافة إلى ذلك ، فهو موقع لأول شجرة عيد ميلاد مزخرفة ، والتي تم تشييدها عام 1510.
اليوم بيت بلاك هيدز أصبح متحف. في الطابق العلوي توجد قاعات احتفالات كبيرة ، حيث أقيمت تاريخياً العديد من الأحداث البارزة - احتفالات الترحيب بالملوك والملكات والرؤساء والعديد من الأحداث الثقافية والحفلات الموسيقية الكلاسيكية والعروض المسرحية والأوبرا مع العديد من الضيوف والنجوم المشهورين عالميًا.

## روابط خارجية
- Home page